# Days of Darkness
Days of Darkness — сборник группы Testament, вышедший в 2004 году.

## Об альбоме
Days of Darkness одна из самых объёмных работ коллектива: на сборнике 23 трека, однако сборник состоит из двух дисков, на которых эти треки разбиты на две части.

## Список композиций
Диск № 1
1. «Hatred’s Rise»
2. «John Doe»
3. «Riding the Snake»
4. «Down for Life»
5. «Demonic Refusal»
6. «Burning Times»
7. «Ten Thousand Thrones»
8. «D.N.R. (Do Not Resuscitate)»
9. «3 Days in Darkness»
10. «Together as One»
11. «Legions of the Dead»
12. «Fall of Sipledome»

Диск № 2
1. «First Strike Is Deadly»
2. «Into the Pit»
3. «Trial by Fire»
4. «Disciples of the Watch»
5. «The Preacher»
6. «Burnt Offerings»
7. «Over the Wall»
8. «The New Order»
9. The Haunting
10. «Alone in the Dark»
11. «Reign of Terror»